# Liste der denkmalgeschützten Objekte in Stotzing
Die Liste der denkmalgeschützten Objekte in Stotzing enthält die 6 denkmalgeschützten, unbeweglichen Objekte der Gemeinde Stotzing.

## Denkmäler
| Foto |                 | Denkmal                                                                                       | Standort                                  | Beschreibung | Metadaten |
| ---- | --------------- | --------------------------------------------------------------------------------------------- | ----------------------------------------- | --- | --- |
| ja   | Datei hochladen | Pfarrhof, ehem. Servitenkloster HERIS-ID: 30411 Objekt-ID: 27155                              | Kirchenplatz 1 Standort KG: Stotzing      | Ein zweigeschoßiger Bau der nach der Zerstörung im Zusammenhang mit den Türkenkriegen 1760 neu errichtet wurde. | BDA-Hist.: Q37933568 Status: § 2a Stand der BDA-Liste: 2025-06-30 Name: Pfarrhof, ehem. Servitenkloster GstNr.: 192                                                                                  |
| ja   | Datei hochladen | Figurenbildstock, Ecce Homo HERIS-ID: 30413 Objekt-ID: 27157                                  | bei Lorettostraße 1 Standort KG: Stotzing | Ein Erbärmdebild auf Pfeiler aus der 17/18. Jahrhundertwende. | BDA-Hist.: Q37933603 Status: § 2a Stand der BDA-Liste: 2025-06-30 Name: Figurenbildstock, Ecce Homo GstNr.: 225/1                                                                                    |
| ja   | Datei hochladen | Kath. Pfarrkirche, ehem. Wallfahrtskirche hl. Johannes d. T. HERIS-ID: 30410 Objekt-ID: 27154 | bei Kirchenplatz 1 Standort KG: Stotzing  | Nach der Zerstörung im Zusammenhang der Türkenkriege wurde die Kirche 1743 in ihrer heutigen Form als hochbarocker Zentralbau wieder aufgebaut, Baumeister Johann Georg Wimpassinger. Der Säulenaltar wurde von Elias Hügel errichtet und stammt aus der Mitte des 18. Jahrhunderts. | BDA-Hist.: Q23792726 Status: § 2a Stand der BDA-Liste: 2025-06-30 Name: Kath. Pfarrkirche, ehem. Wallfahrtskirche hl. Johannes d. T. GstNr.: 189 Ehemalige Wallfahrtskirche Johannes d. T., Stotzing |
| ja   | Datei hochladen | Auffindungskapelle HERIS-ID: 30412 Objekt-ID: 27156                                           | Lorettostraße Standort KG: Stotzing       | An der Straße nach Loretto (angeblich der Ort der Wiederauffindung des vor den Türken vergrabenen Gnadenbildes). Ein kleiner Nischenbau mit der Steinfigur Madonna mit Kind aus dem 18. Jahrhundert.                                                                                 | BDA-Hist.: Q37933584 Status: § 2a Stand der BDA-Liste: 2025-06-30 Name: Auffindungskapelle GstNr.: 597/2                                                                                             |
| ja   | Datei hochladen | Figurenbildstock, Immaculata HERIS-ID: 30414 Objekt-ID: 27158                                 | Lorettostraße Standort KG: Stotzing       | Eine Immaculatasäule, die mit 1756 datiert ist. | BDA-Hist.: Q37933620 Status: § 2a Stand der BDA-Liste: 2025-06-30 Name: Figurenbildstock, Immaculata GstNr.: 2016                                                                                    |
| ja   | Datei hochladen | Neolithische Kreisgrabenanlage Lange Neuriss HERIS-ID: 249925seit 2024                        | Standort KG: Stotzing                     | | BDA-Hist.: Q126122322 Status: Bescheid Stand der BDA-Liste: 2025-06-30 Name: Neolithische Kreisgrabenanlage Lange Neuriss GstNr.: 2334, 2335, 2332, 2330, 2333, 2331                                 |